# Reborn (album)
Reborn är det fjärde albumet av musikprojektet Era, utgivet 2008.

## Låtlista
1. Sinfoni Deo
2. Reborn
3. Dark Voices
4. Come Into My World
5. Prayers
6. Thousand Words
7. After Thousand Words
8. Kilimandjaro
9. Last Song
10. Come Into My World (Remix)